# Ernestine Schumann-Heink
Ernestine Schumann-Heink (Libeň, 15 de junio de 1861 - Hollywood, 17 de noviembre de 1936) fue una contralto de ópera, conocida por su control, tono, belleza y el amplio rango de su canto.

## Biografía
Schumann-Heink nació en el pueblo de Libeň, actualmente parte de la ciudad de Praga, en lo que entonces era el Imperio austrohúngaro. Su familia hablaba alemán. Su padre, Hans Rössler, era un zapatero. Mientras él servía como un oficial de caballería austríaco, había estado estacionado en el norte de Italia, donde conoció a Charlotte Goldman, con quien contrajo matrimonio. Ambos regresaron a Libeň. Cuando Ernestine tenía tres años, la familia se mudó a Verona. En 1866, al inicio de la Guerra de las Siete Semanas, la familia regresó a Praga, donde Ernestine estudió en el Convento de las Ursulinas. Al final de la guerra, los Rössler se mudaron a Podgrozj, cerca de Cracovia. La familia se mudó nuevamente a Graz cuando Ernestine tenía 13 años. Allí conoció a Marietta von LeClair, una cantante retirada de ópera quien aceptó darle clases de canto. En 1877, Schumann-Heink realizó su primera presentación profesional, interpretando Sinfonía n.º 9 de Beethoven junto a la soprano Maria Wilt.
Ernestine realizó su debut en ópera en la Semperoper el 15 de octubre de 1878 como Azucena en Il trovatore. En 1882, ella se casó con Ernest Heink, secretario de la Ópera de Dresde, con quien tuvo cuatro hijos. Esto violaba los términos de sus contratos y ambos fueron despedidos. Heink obtuvo un trabajo en la casa de aduanas local y pronto fue transferido a Hamburgo. Ernestine permaneció en Dresde para seguir con su carrera y eventualmente se reunió con su esposo cuando obtuvo un trabajo en la Ópera de Hamburgo.
Ernest Heink fue despedido nuevamente cuando se prohibió que los sajones ocuparan puesto de gobierno. Heink viajó a Sajonia. Ernestine, quien entonces estaba embarazada, no lo acompañó. La pareja se divorció en 1893. En ese mismo año, Ernestine se casó con el actor Paul Schumann, con quien tuvo tres hijos más. El matrimonio duró hasta la muerte de Schumann en 1904.
Schumann-Heink alcanzó la fama cuando la prima donna Marie Götze discutió con el director de la Ópera de Hamburgo. Él pidió a Ernestine que cantara  Carmen, sin posibilidad de ensayar. Conquistó al público y  Göetze, como venganza, canceló su actuación como Fides en El Profeta, la cual sería presentada la noche siguiente. Ernestine reemplazó a Göetz nuevamente en esta obra así como en Lohengrin como Ortruda dos noches más tarde. A raíz de esto, obtuvo un contrato de diez años.

### Carrera internacional
Schumann-Heink cantó junto con Gustav Mahler en la Royal Opera House en Londres, ganando reputación y fama en las óperas de  de Richard Wagner en el Festival de Bayreuth entre 1896 y 1914. 
Debutó en la Ópera del Metropolitan en 1898 y continuó haciéndolo de forma regular por varias décadas. 
Realizó su primera grabación fonográfica en 1915.
En 1905 se casó con William Rapp, Jr., su agente. La pareja se divorció en 1915. En medio de la batalla legal en Alemania por el patrimonio de su difunto esposo, Schumann-Heink solicitó la ciudadanía estadounidense el 10 de febrero de 1905 y la obtuvo el 3 de marzo de 1908. Ella y su nuevo marido vivieron en Caldwell Mountain, cerca de Montclair (Nueva Jersey), desde abril de 1906 hasta diciembre de 1911, cuando se mudó a San Diego (California) a una propiedad que ella compró en enero de 1910.
En 1909, creó el personaje de Clitemnestra en el estreno de Elektra de Richard Strauss. 
Durante la Primera Guerra Mundial, realizó una gira por los Estados Unidos, recolectando dinero para la guerra, aunque tenía parientes que luchaban en ambos bandos de la guerra, incluyendo su hijo August Heink, un marino mercante que se unió al servicio de submarinos alemanes, su hijastro Walter Schumann y sus hijos Henry Heink y George Washington Schumann, miembros de la Armada de los Estados Unidos.
En 1915, apareció en el documental Mabel and Fatty Viewing the World's Fair at San Francisco, el cual fue dirigido y protagonizado por Roscoe Arbuckle. 
En 1926 cantó por primera vez "Noche de paz" (en alemán e inglés) en la radio para Navidad lo que se convertiría en una tradición hasta la Navidad de 1935.
Su última presentación en la Metropolitan Opera fue el 11 de marzo de 1932, había cantado 280 representaciones en 34 años con la compañía metropolitana.
Durante sus últimos años tuvo un programa radial semanal. Murió de leucemia el 17 de noviembre de 1936.